# Sirmilik National Park
Sirmilik National Park er en nationalpark i Canada beliggende i Nunavut og med et areal af 22.252 kvadratkilometer. I nationalparken indgår Bylot Island og dele af det nordlige Baffin Island. Området fik status som nationalpark i året 1999 og dets navn, Sirmilik, stammer fra sproget inuktitut og betyder "stedet med gletsjere".

## Historie
Området hvor Sirmilik National Park ligger har tidligere været dækket af indlandsis, hvoraf den seneste trak sig tilbage for omkring 6.000 til 8.000 år siden. De første mennesker som bosatte sig i området stammede fra den tidlige Dorsetkultur og ankom for omkring 3.000 år siden. En anden bølge af bosættere fra Thulekulturen indvandrede for omkring 1.000 år siden.

## Geografi
Naturen i Sirmilik National Park består for en stor del af bjerge, bjergtoppe og gletsjere, men der findes også lavere beliggende tundraområder, og parken omfatter også mange kystområder. Geografisk inddeles parken oftest i tre områder: Øen Bylot Island, området omkring Pond Inlet mellem Oliven Sound og Parquet Bay, samt halvøen Borden.
Øen Bylot Island omfatter omtrent 11.000 kvadratkilometer og har en klipperig kyst med et rigt fugleliv. Længere inde på øen domineres landskabet af bjerge, hvor de højeste toppe når en højde på 2.100 meter over havet. På den nordvestlige del af øen findes de såkaldte hoodoos, og disse geologiske formationer hører til parkens mere berømte seværdigheder.
Det kolde vand i det smalle Oliver Sound rammes ind af stejle fjeldsider, der gennemskæres af dale formet af gletsjere. Området er kendt for sine slående naturscenerier og er et af de populæreste mål for camping og kajakpadling i parken.
Halvøen Borden domineres af et stort plateau med brede floddale og tundraområder.

## Klima
Klimaet i området kendetegnes af lange, kolde vintre og korte, kølige somre. Den varmeste periode falder i slutningen af juli til begyndelsen af august og den koldeste periode er januar.

## Dyreliv
Sirmilik National Park har et rigt fugleliv, særligt hvad angår forekomsten af forskellige havfugle, og i løbet af sommeren kan over 70 forskellige fuglearter findes her, hvoraf 45 arter yngler. I vandene uden for kysterne findes også mange marine pattedyr, som sæler og hvaler. Isbjørn, caribou, ulve og polarræv forekommer også i området, ligesom mange gnavere.

## Planteliv
Planterne i Sirmilik National Park repræsenterer et bredt udvalg af den arktiske flora, som forskellige mosser, laver, græsser, blomstrende urter, dværgbirk og pil.